# Vier Jahreszeiten (Arcimboldo)
Als die Vier Jahreszeiten wird eine Gruppe von vier Gemälden bezeichnet, in denen Giuseppe Arcimboldo je eine der vier Jahreszeiten personifiziert in einem sogenannten Kompositkopf dargestellt hat: Jeder Kopf ist aus vielen für diese Jahreszeit charakteristischen Pflanzen und Pflanzenteilen zusammengesetzt. Die erste von mehreren Serien mit diesem Sujet entstand 1563 für Erzherzog Maximilian. Es sind dies die ersten von Arcimboldo gemalten Kompositköpfe.
Die Bilder sind in der damals traditionellen, noch weit verbreiteten Form des Brustbildes im Profil dargestellt. Die einzelnen Bilder enthalten zahlreiche Anspielungen, etwa auf das Haus Habsburg. Sie stellen auch eine Allegorie auf die vier Lebensalter dar. Zudem korrespondieren die Bilder mit den vier Bildern der Vier Elemente aufgrund der Eigenschaftenpaare warm–kalt und feucht–trocken mit den Jahreszeiten und lassen sich paarweise kombinieren: der warm-trockene Sommer entspricht dem Feuer, der kalt-feuchte Winter dem Wasser, der warm-feuchte Frühling der Luft und der kalt-trockene Herbst der Erde. Die jeweiligen Paare blicken sich bei entsprechender Anordnung gegenseitig an.

## Erste Serie (1563)
1563 malte Arcimboldo die erste, sogenannte Wiener Serie. Sommer und Winter befinden sich im Kunsthistorischen Museum in Wien, die beiden anderen Bilder galten lange als verschollen. Inzwischen wird aber der in Madrid befindliche Frühling als zu dieser ersten Serie gehörig angesehen.

Erste Serie (1563)
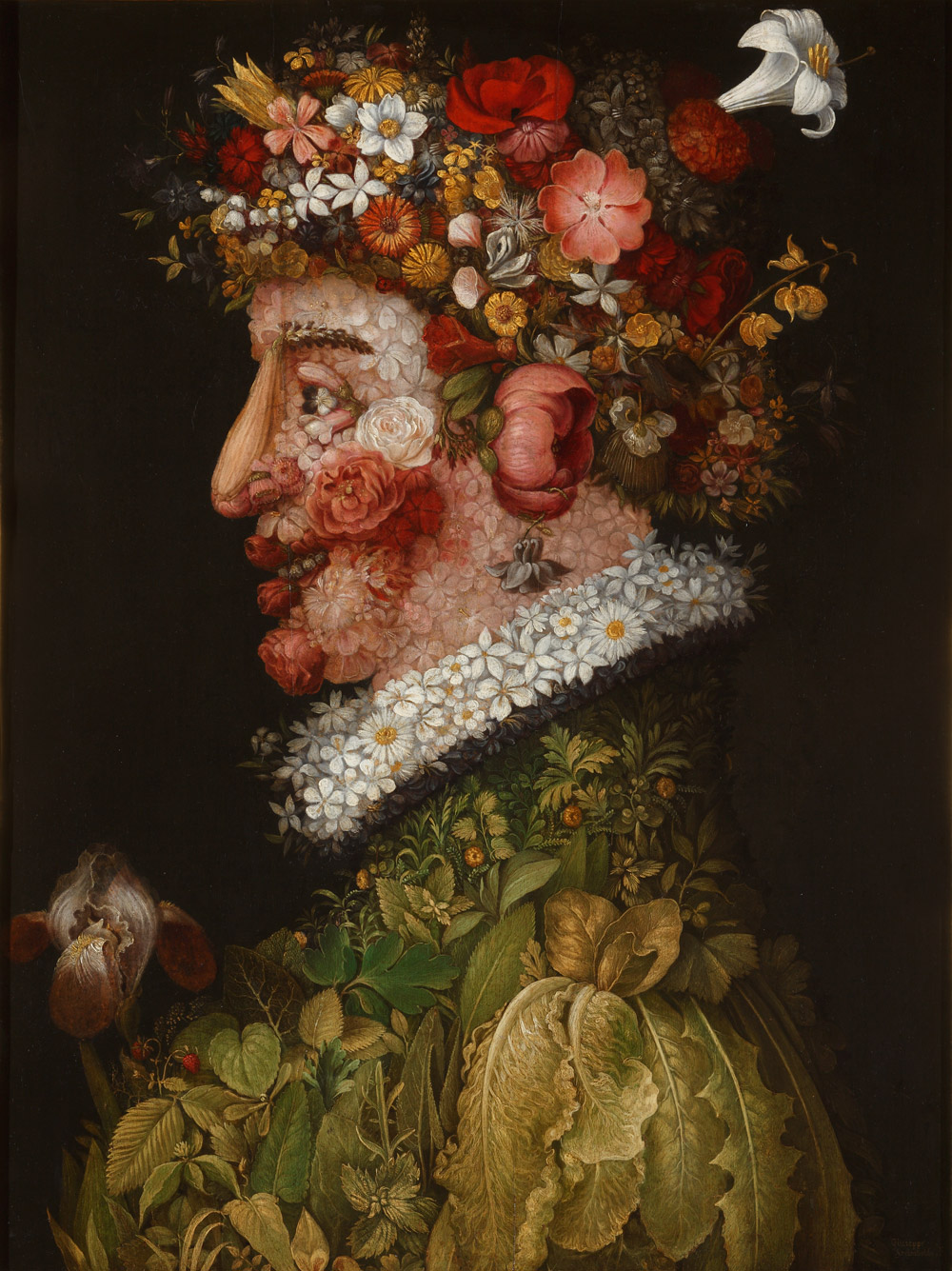
Der Frühling
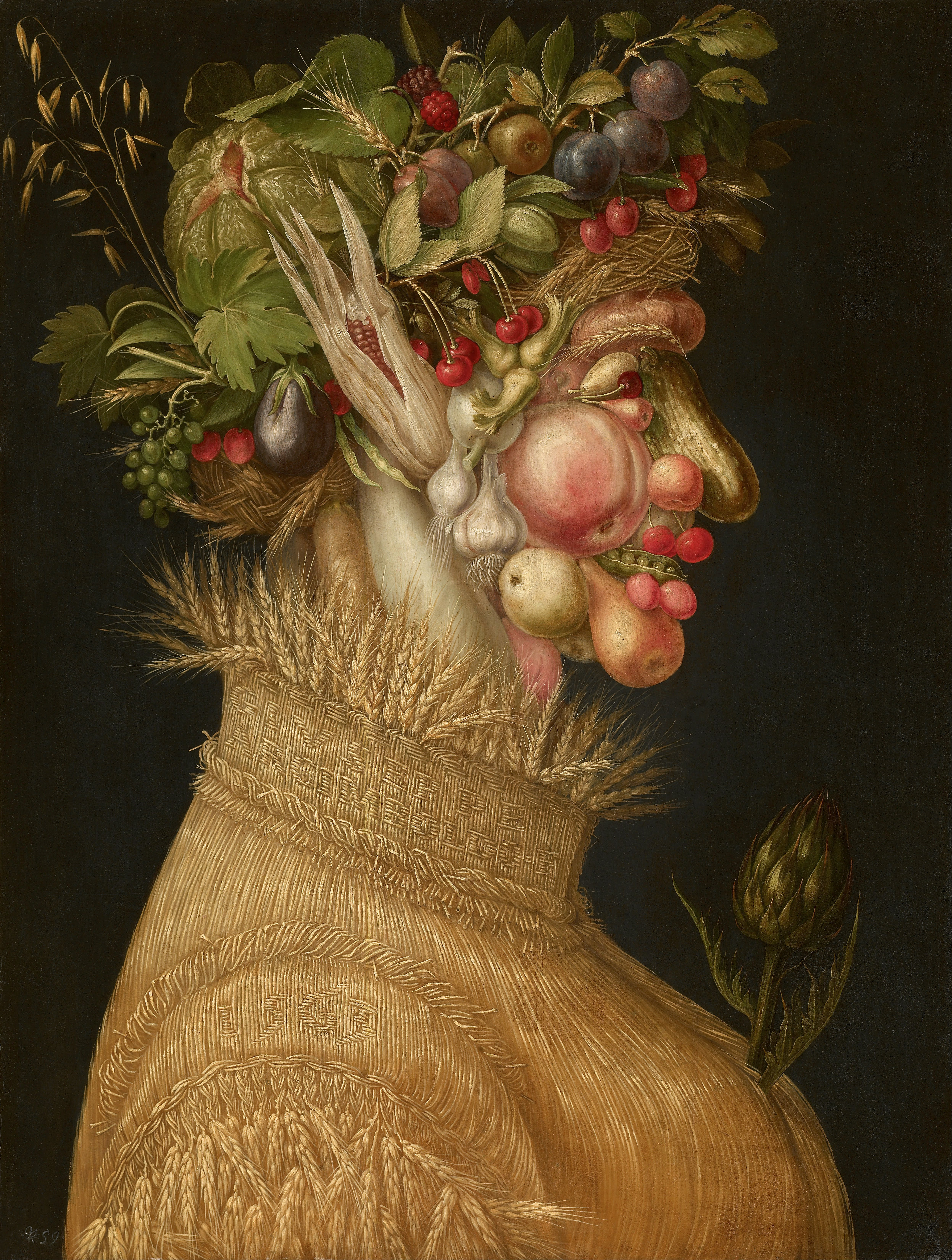
Der Sommer
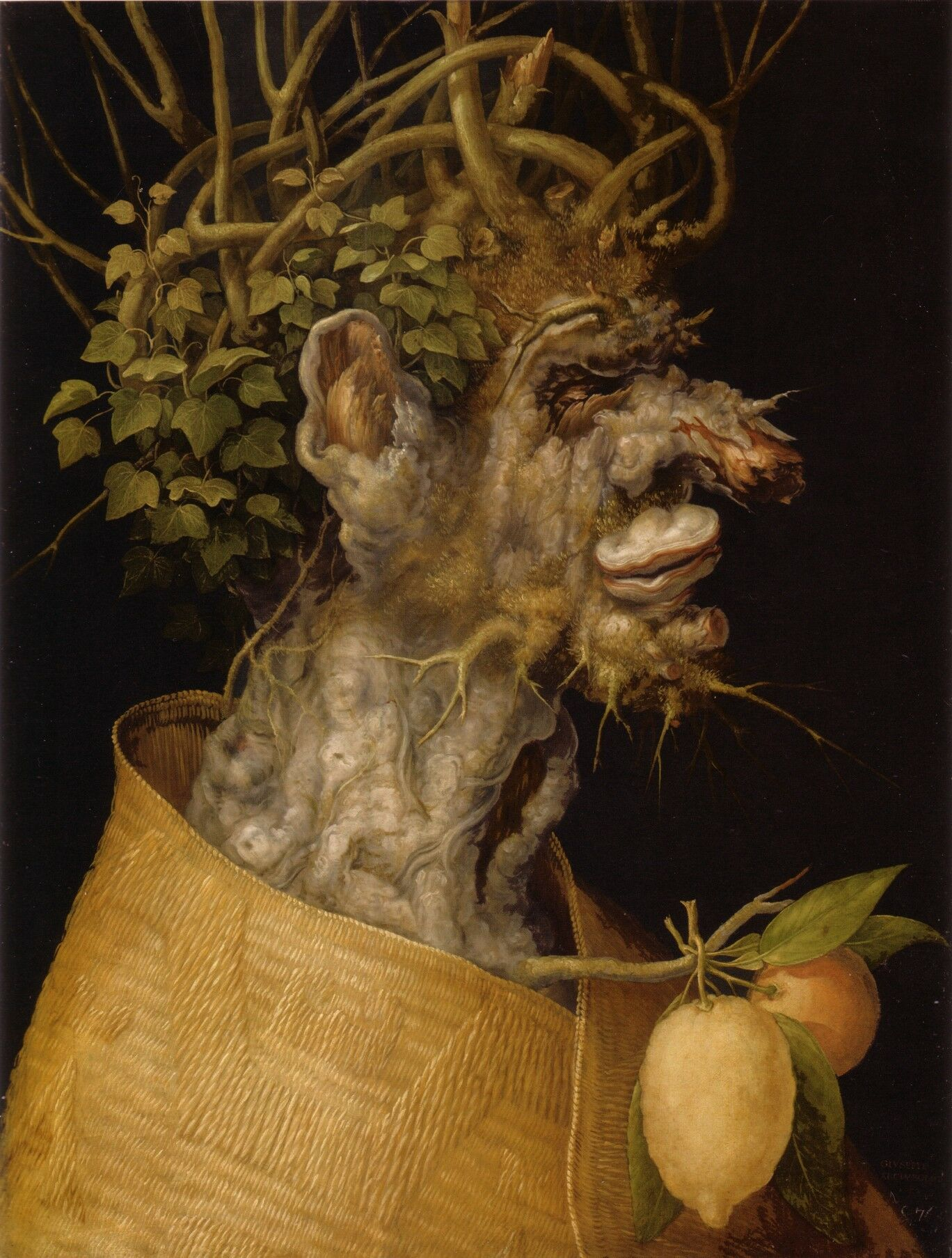
Der Winter

- Der Frühling, 1563, Öl auf Eichenholz, 66 × 50 cm, Madrid Real Academia de Bellas Artes de San Fernando
- Der Sommer, 1563, Öl auf Lindenholz, 67 × 50,8 cm, Wien, Kunsthistorisches Museum, Gemäldegalerie, Inv.-Nr. 1589
- Der Winter, 1563, Öl auf Lindenholz, 66,6 × 50,5 cm, Wien, Kunsthistorisches Museum, Gemäldegalerie, Inv.-Nr. 1590

### Frühling
Der heute in Madrid befindliche Frühling gelangte möglicherweise als Geschenk an Philipp II. nach Spanien. Eine Aufschrift auf der Rückseite des Bildes besagt, dass das Bild zusammen mit dem Bild Die Luft ein Paar gebildet hatte.
Das Bild zeigt einen nach links blickenden jungen Mann. Seine Kopfform wird aus Blüten gebildet, die Brustpartie aus grünen Blättern. Eine Schwertlilie bildet eine Art Brustamulett. Die weiße Halskrause wird aus weißen Blüten gebildet. Die Lippen sind aus Rosen geformt, die Zähne aus Maiglöckchen. Insgesamt wurden mehr als 80 Pflanzen identifiziert. Arcimboldo hat bei seiner Komposition keine Rücksichten auf die Größenverhältnisse genommen, auch blühen die Arten nicht alle zur gleichen Zeit. Wie bei den anderen Kompositköpfen hat er Vorstudien nach der Natur gemacht, die er dann verwendete.
| 1. Rose (Rosa sp.) 2. Wald-Erdbeere (Fragaria vesca) 3. Deutsche Schwertlilie (Iris germanica) 4. Spinat (Spinacia oleracea) 5. Betonie (Stachys officinalis) 6. Sommer-Portulak (Portulaca oleracea) 7. Hain-Veilchen (Viola riviniana) 8. Mutterkraut (Tanacetum parthenium) 9. Gemeine Akelei (Aquilegia vulgaris) 10. Absinth (Artemisia absinthium) 11. Purpurrote Taubnessel (Lamium purpureum) 12. Echinophora spinosa 13. Salbei (Salvia officinalis) 14. Buchsbaum (Buxus sempervirens) 15. Pflaume (Prunus domestica) 16. Heiligenkraut (Santolina chamaecyparissus) 17. Bibernelle (Sanguisorba minor) 18. Weinraute (Ruta graveolens) 19. Gartensalat (Lactuca sativa) 20. Gemeiner Beifuß (Artemisia vulgaris) 21. Gewöhnlicher Löwenzahn (Taraxacum officinale) 22. Taraxacum palustre 23. Echter Jasmin (Jasminum officinale) 24. Gewöhnlicher Schneeball (Viburnum opulus) 25. Weiße Lichtnelke (Silene latifolia) 26. Margerite (Leucanthemum vulgare) 27. Weiße Levkoje (Matthiola incana alba) 28. Bibernell-Rose? (Rosa pimpinellifolia) 29. Großblütiger Jasmin (Jasminum grandifolium) 30. Essig-Rose (Rosa gallica officinalis) 31. Wein-Rose (Rosa rubiginosa) 32. Dianthus caryophyllus albus 33. Maiglöckchen (Convallaria majalis) 34. Rosa Levkoje (Matthiola incana rosea) 35. Bellis annua 36. Landnelke (Dianthus caryophyllus) 37. Rosa alba 38. Europäische Sonnenwende (Heliotropium europaeum) 39. Korallen-Pfingstrose (Paeonia mascula) 40. Wildes Stiefmütterchen (Viola tricolor) 41. Roter Fingerhut (Digitalis purpurea) 42. Echter Lavendel (Lavandula angustifolia) 43. Hunds-Rose (Rosa canina) 44. Granatapfel (Punica granatum) 45. Kleines Immergrün (Vinca minor) 46. Schwarzer Senf? (Brassica nigra) 47. Scharfer Hahnenfuß (Ranunculus acris) 48. Leberblümchen (Hepatica nobilis) 49. Wilde Malve (Malva sylvestris) 50. Feuer-Lilie (Lilium bulbiferum) 51. Blaue Levkoje (Matthiola incana caerulea) 52. Levkoje (Matthiola incana) 53. Orange Ringelblume (Calendula officinalis aurantiaca) 54. Garten-Hahnenfuß (Ranunculus acris plenus) 55. Schneerose (Helleborus niger) 56. Kornblume (Centaurea cyanea) 57. Gelbe Ringelblume (Calendula officinalis flava) 58. Schwarzviolette Akelei (Aquilegia atrata) 59. Römische Kamille (Chamaemelum nobile) 60. Acker-Winde (Convolvulus arvensis) 61. Goldlack (Erysimum cheiri) 62. Knorpelkraut? (Illecebrum verticillatum) 63. Klatsch-Mohn (Papaver rhoeas) 64. Cistus salvifolius? 65. Geschweiftblättriges Alpenveilchen (Cyclamen repandum) 66. Dianthus superbus 67. Vexiernelke (Lychnis coronaria) 68. Jupiternelke (Lychnis flos-jovis) 69. Borretsch (Borago officinalis) 70. Iberis sempervirens ? 71. Wiesen-Glockenblume (Campanula patula) 72. Nesselblättrige Glockenblume (Campanula trachelium) 73. Gemeine Ochsenzunge (Anchusa officinalis) 74. Tagetes erecta 75. Madonnen-Lilie (Lilium candidum) 76. Kapernstrauch (Capparis spinosa) 77. Eibisch (Alcea rosea) 78. Spartium junceum 79. Damaszener-Rose (Rosa x damascena) 80. Stängellose Schlüsselblume (Primula vulgaris) |

### Sommer

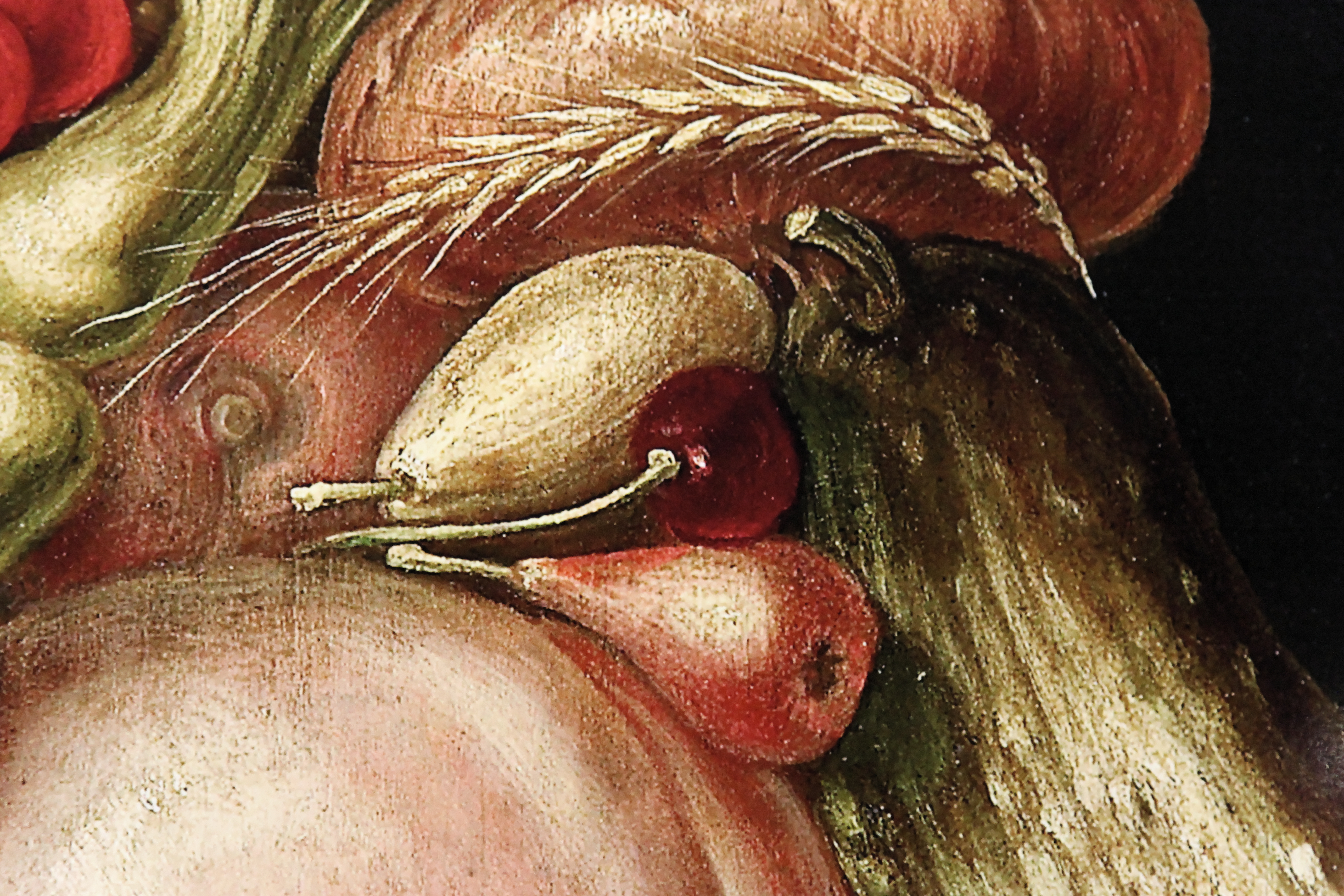
Auge: Detail aus dem Sommer

Der Sommer ist im Profil nach rechts blickend dargestellt. Wangen und Hals bestehen aus einem Pfirsich, Quitte, Knoblauch, einer weißen Jungzwiebel, einer gelben Rübe und einer weißen Aubergine. Die Lippen sind aus Kirschen gebildet, die Zahnreihe wird durch eine geöffnete Erbsenhülse dargestellt. Die Nase ist eine junge Feldgurke, das Kinn eine Birne. Das Auge ist eine schimmernde Weichsel zwischen zwei kleinen Birnen als Lider. Die Stirn besteht aus braunen Zwiebeln. Die Schläfe stellen drei Haselnüsse in ihren Hüllen dar. Das Ohr besteht aus einem Maiskolben, damals eine seltene Novität, die auf die amerikanischen Kolonien Spaniens verweist.
Die Kopfbedeckung ist ein Hut aus Obst und Gemüse, die auf Laub gebettet sind, eine Haferähre fungiert als Hutfeder. Zu erkennen sind Kirschen, violette Melanzani, Weintrauben, Zwetschgen, eine Melone, Himbeeren und Brombeeren, evtl. eine Mispel.
Die Kleidung ist ein Strohgeflecht, die Halskrause Getreideähren. Als Schmuck an der Kleidung dienen einzig eine Artischocke und die in das Geflecht integrierte Signatur und Jahreszahl: GIUSEPPE ARCHIMBOLDO. F. am Kragen und 1563 an der Schulter.

### Der Winter
Die Büste des Winters besteht aus einem einzigen Baumstrunk. Ein abgebrochener Ast bildet die Nase, die Bartstoppeln bestehen aus Moos. Geäst und Efeu bilden die Haare, die Lippen sind zwei Baumschwämme. Das Auge ist durch einen Riss in der Borke dargestellt. Aus der Brust wächst ihm ein kleiner Ast, an dem zwei Zweiglein mit je einer Zitrone und zwei Blättern aufgehängt sind. Der Umhang besteht wie beim Sommer aus Strohgeflecht, jedoch ohne Ähren. Als Muster ist das Feuereisen, Bestandteil des Ordens vom Goldenen Vlies, Hausorden der Habsburger, eingewebt, am Rücken kaum zu sehen ist ein M, das Monogramm Maximilians.

## Serie von 1572

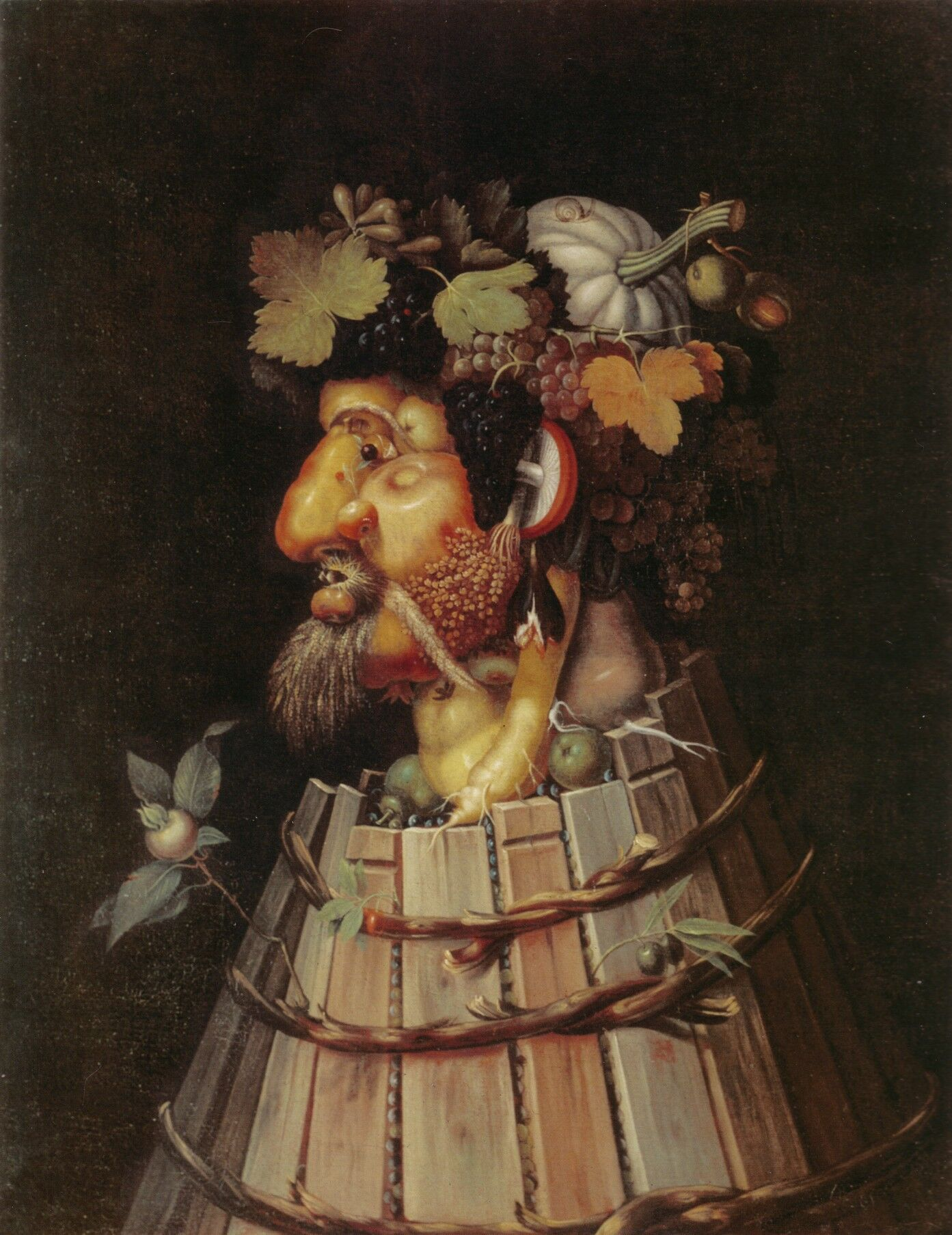
Der Herbst (1572)

Von dieser Serie sind drei Gemälde erhalten. Sie sind auf Leinwand gemalt. Die Datierung mit 1572 legt es nahe, dass diese Serie die erste nach der ursprünglichen für Maximilian war. Sie werden als Varianten von der Hand Arcimboldos angesehen. Der Winter besitzt wie die Wiener Version das Feuereisen, verweist also auf das Haus Habsburg. Die spanische Aufschrift inbernio (Winter) lässt die Vermutung zu, dass diese Serie ursprünglich den spanischen Habsburgern gehörte. Sommer und Herbst befanden sich seit den Napoleonischen Kriegen in französischen Sammlungen, heute sind alle drei in amerikanischem Besitz.
Dem Herbst kommt besondere Bedeutung zu, fehlt doch dieses Bild in der ersten Serie. Der Oberkörper der nach links blickenden Figur besteht aus Fassdauben, als Orden trägt sie eine Hagebutte. Kopf und Hals sind aus Herbst-Früchten zusammengesetzt, das Haar wird von Weintrauben gebildet, auf denen ein gestielter Kürbis als Haube sitzt.
- Der Sommer (1572), Öl auf Leinwand, 92,2 × 71,1 cm, Denver, Denver Art Museum
- Der Herbst (1572), Öl auf Leinwand, 92,7 × 71,76 cm, Privatsammlung USA (als Leihgabe im Denver Art Museum)
- Der Winter (vermutlich 1572), Öl auf Leinwand, 93,2 × 71,5 cm, Houston, Sammlung De Menil

## Serie von 1573
Diese Serie befindet sich komplett in der Sammlung des Louvre. Sie wurde ursprünglich von Arcimboldo im Auftrag Kaiser Maximilians für Kurfürst August von Sachsen gemalt. Im Mantel des Winters ist dementsprechend das sächsische Wappen, die gekreuzten Meißner Schwerter eingeflochten. Die Jahreszahl 1573 ist in der Schulter des Sommers eingeflochten. Die Gemälde sind 1595 und 1610 in der Kunstkammer Dresden nachweisbar, zuletzt 1683. 1969 wurden sie vom Louvre aus der Pariser Sammlung Jean Neger angekauft. Diese Serie ist die einzige, die eine Bordüre aus Blumen- und Blättergirlanden besitzt. Diese sind nachträglich von anderer Hand gemalt worden. Ansonsten unterscheiden sich die Bilder in etlichen Kleinigkeiten von denen der ersten Serie. Durch eine weichere Pinselführung sind die Farbtöne heller, die Beleuchtung wirkt diffuser und einheitlicher.

Serie von 1573
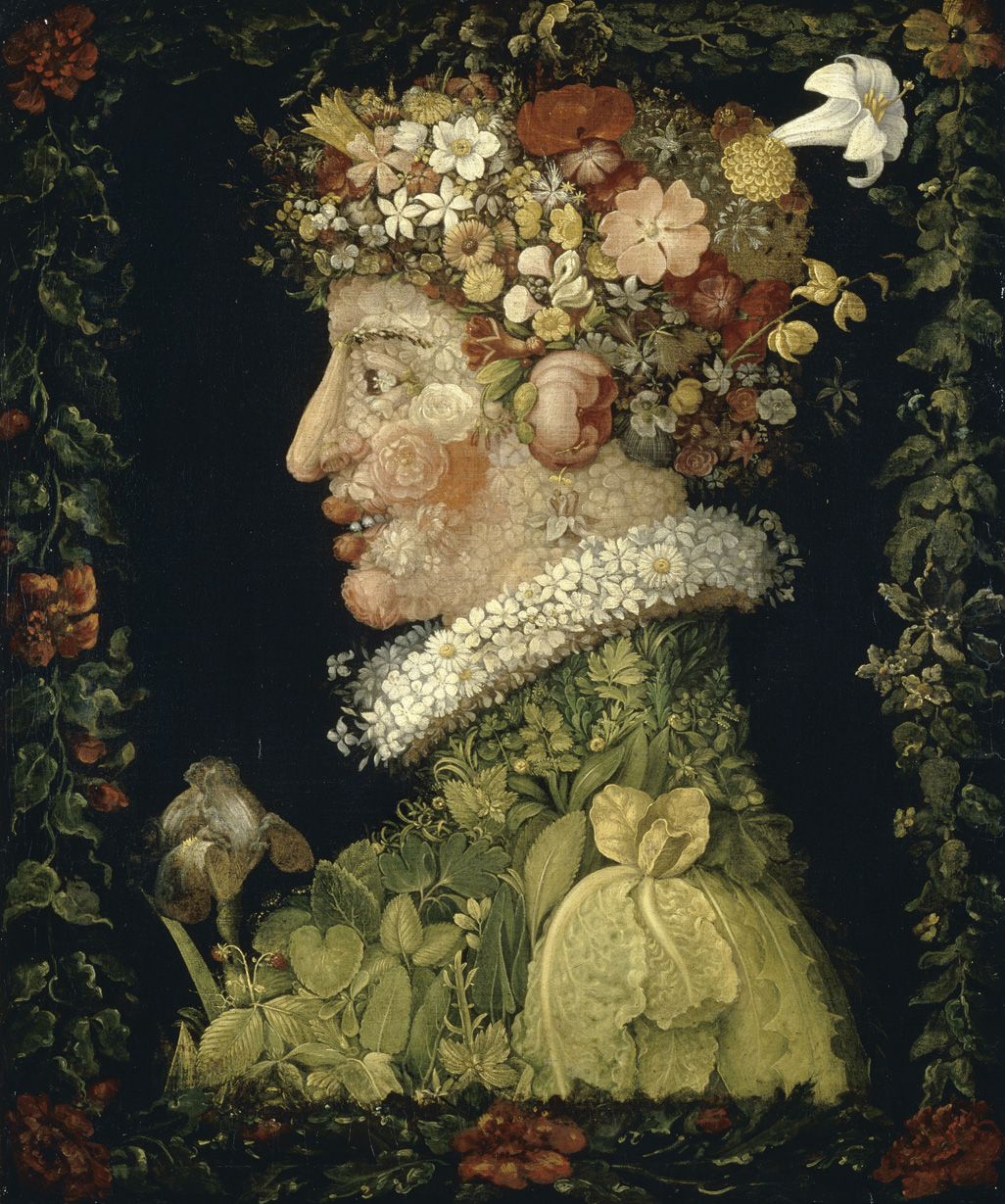
Der Frühling (1573)
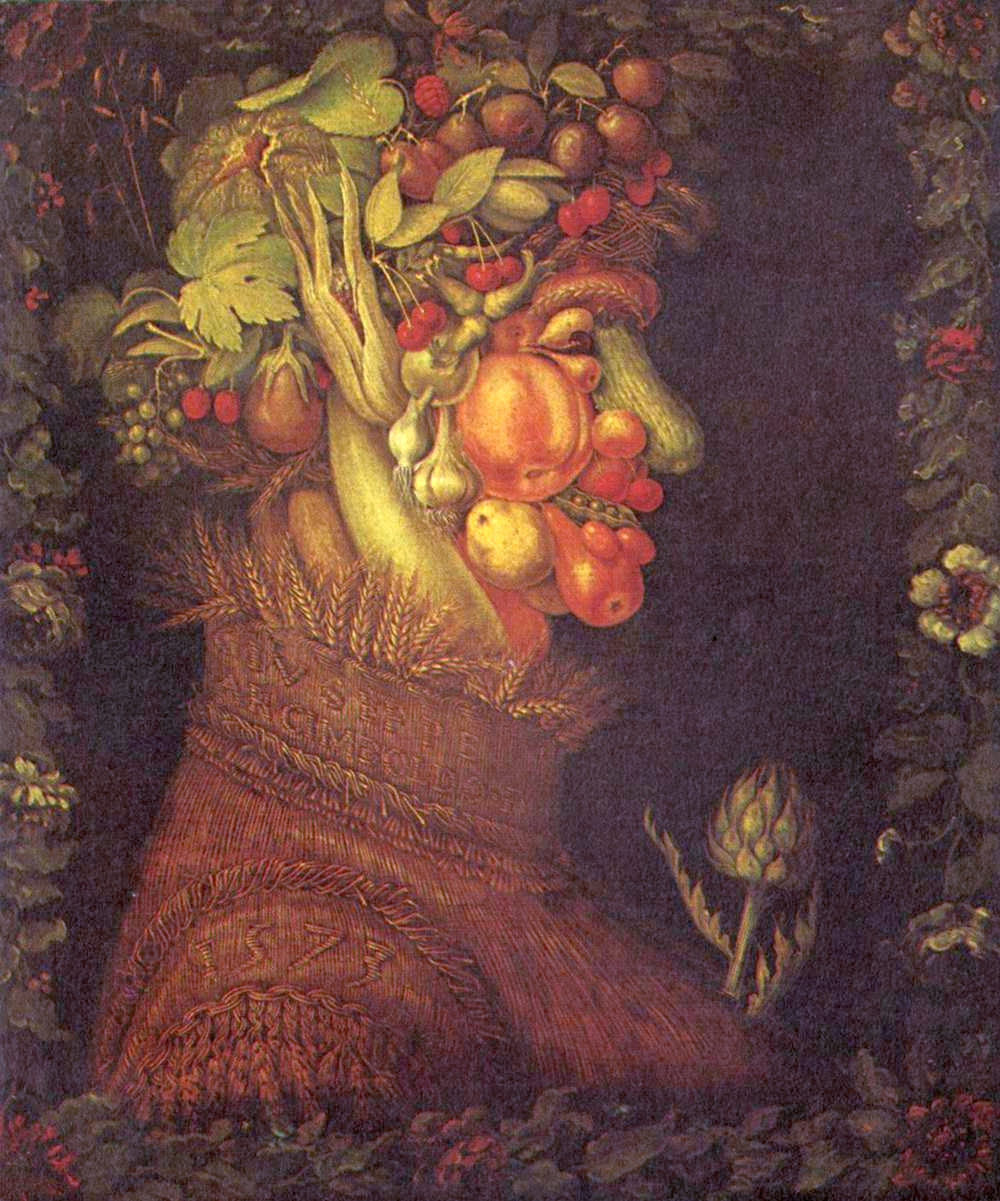
Der Sommer (1573)
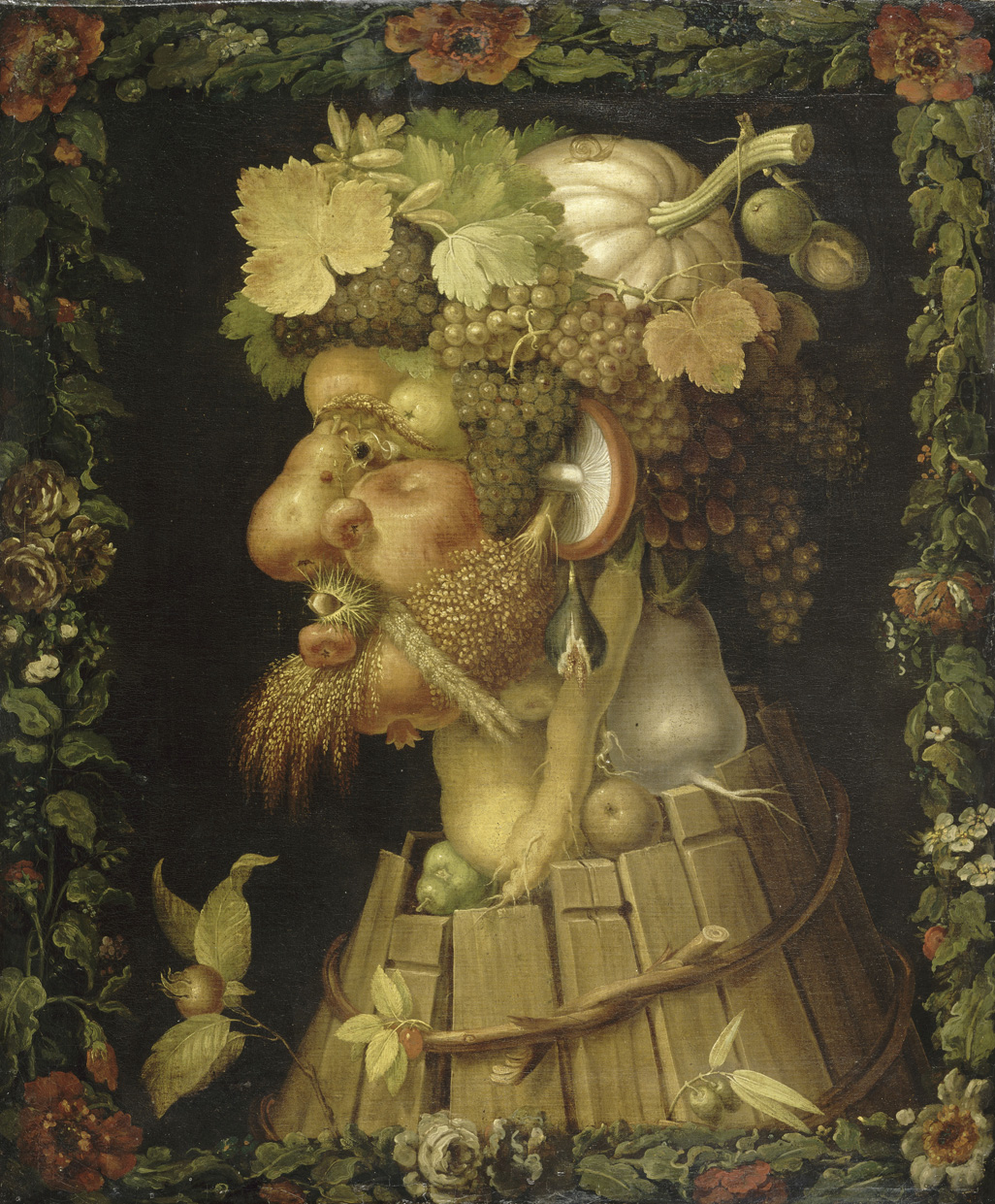
Der Herbst (1573)
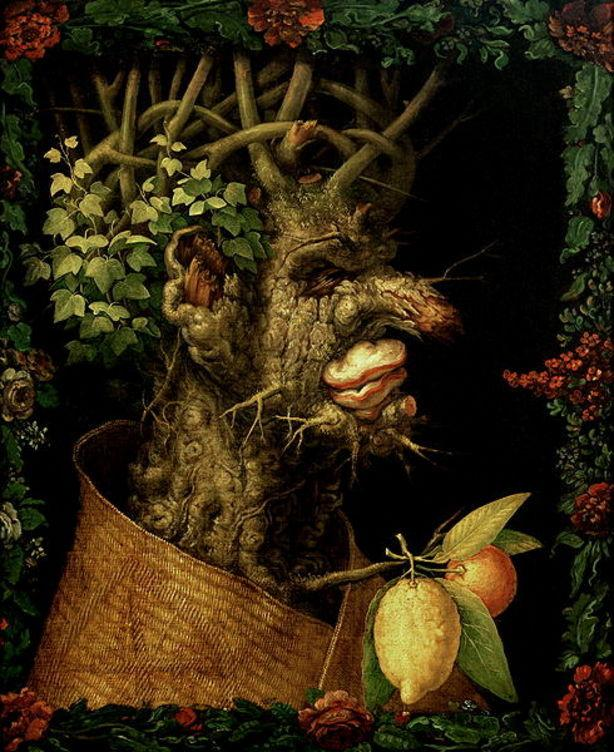
Der Winter (1573)

- Der Frühling (1573), Öl auf Leinwand, 76 × 63,5 cm, Paris, Musée du Louvre, Inv.-Nr. R.F. 1964-30.
- Der Sommer (1573), Öl auf Leinwand, 76 × 63,5 cm, Paris, Musée du Louvre, Inv.-Nr. R.F. 1964-31.
- Der Herbst (1573), Öl auf Leinwand, 76 × 63,5 cm, Paris, Musée du Louvre, Inv.-Nr. R.F. 1964-32.
- Der Winter (1573), Öl auf Leinwand, 76 × 63,5 cm, Paris, Musée du Louvre, Inv.-Nr. R.F. 1964-33.

## Weitere Kopien
Es gibt eine Reihe weiterer Kopien, wobei Kopie von eigener Hand, Werkstattwiederholung unter Mitwirkung Arcimboldos und Varianten nicht voneinander zu trennen sind. Folgende Serien sind bekannt:
- Eine komplette Serie im Besitz der Bayerischen Staatsgemäldesammlungen, wovon sich drei in der Alten Pinakothek in München befinden.[2] Die Bilder sind in vielen Details variiert. Sie sind seit 1598 im Besitz der Münchner Kunstkammer und waren wohl direkt für einen der Vorgänger Kurfürst Maximilian I. gefertigt worden. Die Bilder werden der Werkstatt des Arcimboldo zugeschrieben, aber nicht ihm selbst.
- Eine Serie in Berlin, Privatbesitz, Öl auf Leinwand, jeweils 76,6 × 57 cm, datiert 1572.
- Eine Serie bei Sotheby’s (11. Juli 1973), datiert 1573 am Ärmel des Winters
- Eine Serie bei Christies' South Kensington (6. Juli 1996), datiert 1572, jeweils 69,2 × 49,5 cm.

Folgende Serien sind Kopien nach der Louvre-Serie:
- Ehemalige Sammlung Craven, Hamstead Marshall
- Kunstkammer in Gottorf
- Valencia, Privatbesitz
- Sarasota, Ringling Museum
- Paris, Privatbesitz.

Weiters sind drei einzelne Kopien des Winters bekannt. Die Liste ist im Ausstellungskatalog 2008 als nicht vollständig deklariert, ebenso werden allfällige Doppelnennungen nicht ausgeschlossen.